# A questão da raça (1950)
A Questão da Raça  é a primeira das quatro declarações feitas pela UNESCO sobre o que seria uma definição de raça em humanos. Este relatório foi emitido em 18 de julho de 1950 após a Segunda Guerra Mundial marcada pelo racismo nazista. A declaração foi uma tentativa de esclarecer o que é cientificamente conhecido sobre o conceito de raça e também uma condenação ao racismo. Estes papéis foram criticados diversas vezes e versões revisadas foram publicadas em 1951, 1967 e 1978.

## Autores
As declarações foram assinadas por alguns dos principais pesquisadores da época, no campo da psicologia, biologia, antropologia e etnologia.
A declaração original foi elaborada por Ernest Beaglehole, Juan Comas, Luiz de Aguiar Costa Pinto, Franklin Frazier, sociólogo especializado em estudos de relações raciais; Morris Ginsberg, fundador e dirigente da British Sociological Association, Humayun Kabir, escritor, filósofo e duas vezes ministro da Educação da Índia, Claude Lévi-Strauss, um dos fundadores da etnologia e teorias relativismo cultural; e Ashley Montagu, antropólogo e relator da declaração.
Posteriormente, o texto foi revisto por Ashley Montagu, considerando as críticas apresentadas por Hadley Cantril, E. G. Conklin, Gunnar Dahlberg, Theodosius Dobzhansky (autor de A Genética e a Origem das Espécies, publicado em 1937), L. C. Dunn, Donald Hager, Julian Huxley (primeiro diretor da UNESCO e um dos colaboradores chave da síntese da síntese neo-darwinista), Otto Klineberg, Wilbert Moore, H. J. Muller, Gunnar Myrdal, Joseph Needham (especialista em bioquímica da Chinese Science) e pelo geneticista Curt Stern.

## Introdução
A introdução afirma que era inevitável a UNESCO assumir uma posição sobre este tema controverso. O preâmbulo da Constituição da UNESCO afirma que o racismo deve ser combatido. A própria Constituição afirma que "A grande e terrível guerra que agora termina só foi possível através da negação dos princípios de dignidade, igualdade e respeito mútuo do homem e pela pela propagação da ignorância e preconceito, a doutrina da desigualdade do homem e das raças".
Em 1948, uma Resolução do Conselho Econômico e Social das Nações solicitou à UNESCO que considerasse a oportunidade "de propor e recomendar a adoção geral de um programa de divulgação de fatos científicos destinados a provocar o desaparecimento do que é comumente chamado de "preconceito racial"." Em 1949, a UNESCO aprovou três resoluções que se propuseram a "estudar e coletar materiais científicos sobre questões de raça", "dar ampla difusão do material científico recolhido", e então "preparar uma campanha de educação com base nesta informação." Antes de empreender esta campanha, a posição científica ainda precisava ser esclarecida.
Ao fazer isto:

A UNESCO assumiu novamente, após um lapso de 15 anos, um projeto que o Instituto Internacional de Cooperação Intelectual quis realizar, mas que teve de abandonar em deferência à política de apaziguamento do período pré-guerra. A questão racial tornou-se um dos pivôs de ideologia e política nazi. Tomáš Masaryk e Benes tiveram a iniciativa de convocar uma conferência para restabelecer nas mentes e consciências dos homens em todos os lugares a verdade sobre raça... Mas eles não tiveram essa oportunidade. A propaganda nazista foi capaz de continuar sua obra funesta sem oposição pela autoridade de uma organização internacional.
A introdução também afirma: "O conhecimento da verdade nem sempre ajuda a mudar atitudes emocionais, que extraem sua real força do subconsciente ou de fatores além do problema real." Mas poderia no entanto, "evitar racionalizações sobre atos repreensivos ou comportamentos motivados por sentimentos que não seriam fácil de admitir abertamente pelo homem."
A UNESCO também fez uma declaração moral:

 A preocupação com a dignidade humana exige que todos os cidadãos sejam iguais perante a lei, que compartilhem igualmente as vantagens asseguradas pela lei, não importando qualquer que seja suas diferenças físicas ou intelectuais. A lei deve ver cada pessoa apenas como um ser humano que tem o direito às mesmas considerações e direitos iguais. A consciência de toda a humanidade demanda que isso seja verdade para todos os povos da terra. Pouco importando, se a diversidade de dons do homem são o resultado de fatores biológicos ou culturais.
A UNESCO começaria uma campanha para divulgar os resultados do relatório para ao público maior, como através da publicação de  panfletos. Descrevendo o Brasil como tendo uma "situação exemplar" sobre as relações raciais e que a investigação deve ser realizada a fim de compreender as causas desta "harmonia".

## Controvérsia
Apesar da introdução afirmar que "A competência e objetividade dos cientistas que assinaram o documento em sua forma final não pode ser questionada", a primeira versão da declaração foi fortemente criticada. Uma edição revista em 1951 explicou a polêmica como "No primeiro debate sobre o problema da raça, foram principalmente sociólogos que deram suas opiniões e enquadraram a " ‘Declaração sobre a raça’. Essa declaração teve um efeito benéfico, mas não convenceu grupos cujo especial domínio se refere aos problemas biológicos de raça, ou seja, os antropólogos físicos e geneticistas. Em segundo lugar, a primeira declaração, em todos os seus detalhes, não convence esses grupos e, por isso, não foi apoiada por muitas autoridades nestes dois campos. Em geral, as principais conclusões da primeira declaração foram mantidas, mas com diferenças de ênfase e com algumas supressões importantes."
Alguns exemplos de diferenças incluem que a primeira versão argumentou que não havia evidência de diferenças intelectuais ou de personalidade entre raças. A versão revista afirmou que "Quando os testes de inteligência, mesmo não-verbais, são feitos em um grupo de pessoas não-alfabetizadas, seus resultados são geralmente mais baixos do que os das pessoas mais instruídas", mas concluiu que "o conhecimento científico disponível não fornece nenhuma base para acreditar que os grupos de homens diferem em sua capacidade inata para o desenvolvimento intelectual e emocional."
Outro detalhe que a versão revista reconhecia, mas não declarava, foram as três principais raças que foram chamadas mongolóide, negroide e caucasoide na primeira versão.
A primeira versão afirma que "Grupos nacionais, religiosos, geográficos, linguísticos e culturais não coincidem necessariamente com os grupos raciais: os traços culturais de tais grupos não têm demonstrado ligação genética com características raciais. Erros graves deste tipo são habitualmente cometidos quando o termo ‘raça’ é usado no discurso popular, ao se falar sobre raças humanas seria melhor abandonar o termo ‘raça’ completamente e em vez disso falar sobre grupos étnicos." Em vez disso, a versão revisada afirma que os especialistas "concordam em usar o termo raça como uma palavra a ser usada na classificação antropológica de grupos que mostrarem combinações definidas de tratos físicos (e fisiológicos) em proporções características".

## A declaração
A declaração revista de 1951 afirmava que o Homo sapiens é uma espécie. "O conceito de raça é unanimemente considerado pelos antropólogos como um dispositivo que fornece uma estrutura classificatória zoológica onde vários grupos de seres humanos podem ser dispostos e por meio do qual os estudos dos processos evolutivos podem ser facilitados. No seu sentido antropológico, a palavra "raça" deve ser reservada para grupos de homens que possuem diferenças físicas bem desenvolvidas e principalmente hereditário, em relação a outros grupos." Essas diferenças foram causadas em parte pelo parcial isolamento geográfico que evitaram o entrelaçamento, é uma importante explicação geográfica para as raças principais e muitas vezes grupos culturais de raças secundárias. Grupos nacionais, religiosos, geográficos, linguísticos e culturais não coincidem necessariamente com grupos raciais.
A maioria dos antropólogos classificam os seres humanos em três grandes grupos. Essa classificação não depende de uma única característica física, como cor da pele. Há uma sobreposição considerável. Com relação à maioria, se não todas, as características mensuráveis, as diferenças entre os indivíduos pertencentes à mesma raça são maiores do que as diferenças que ocorrem entre médias observadas para uma ou duas raças do mesmo grupo principal.
A maioria dos antropólogos não incluem características mentais na classificação de raças humanas. "Quando os testes de inteligência, mesmo não-verbais, são feitos em um grupo de pessoas não-alfabetizadas, seus resultados são geralmente mais baixos do que os de pessoas mais instruídas." No entanto, em geral, o conhecimento científico disponível não fornece nenhuma base para acreditar que os grupos da humanidade diferem em sua capacidade inata para o desenvolvimento intelectual e emocional.
Não há nenhuma evidência para a existência das chamadas raças "puras" e "não existe justificação científica para desencorajar a reprodução entre pessoas de raças diferentes".

## Legado e outras declarações da UNESCO
A UNESCO mais tarde publicou outras declarações semelhantes sobre o racismo. Em 1978, a Declaração da UNESCO sobre Raça e Preconceito Racial afirmou que "Todos os povos do mundo possuem faculdades iguais para atingir altos níveis intelectuais, de desenvolvimento técnico, social, econômico, cultural e político " e "As diferenças entre as realizações dos diferentes povos são totalmente atribuíveis a fatores  geográficos, históricos, políticos, econômicos, sociais e culturais." Ao contrário da declaração anterior, não houve consulta com peritos científicos. A declaração também defendeu a implementação de uma série de políticas a fim de combater o racismo e as desigualdades. Também afirmou que "os grupos de população de origem estrangeira, especialmente os trabalhadores migrantes e suas famílias que contribuíram para o desenvolvimento do país anfitrião, devem ser beneficiados com medidas apropriadas, destinadas a dar-lhes segurança e respeito pela sua dignidade e valores culturais e facilitar sua adaptação no ambiente de acolhimento e sua carreira profissional com vista à sua posterior reintegração ao seu país de origem e a sua contribuição para seu desenvolvimento; devem ser tomadas medidas para torná-lo possível a seus filhos aprenderem sua língua materna".
Um rascunho da declaração foi preparado pelo diretor-geral e "eminentes especialistas em direitos humanos". Foi discutido em uma reunião de representantes de governo de mais de 100 países membros. Foi recomendado que os representantes incluíssem entre eles "cientistas sociais e outras pessoas especialmente qualificadas nos aspectos sociais, políticos, econômicos, culturais e científicos do problema". Uma série de organizações não-governamentais e inter-governamentais enviaram observadores. Um texto final foi aprovado pela reunião de representantes do governo "por consenso, sem oposição ou voto" e, posteriormente, pela Conferência Geral da UNESCO, Sessão XX.
Em 1995, a UNESCO publicou uma Declaração sobre os Princípios da Tolerância  para adicionar ao diálogo sobre a igualdade racial, recomendações para o tratamento tolerante de pessoas de diferentes origens raciais e culturais. Afirmando: "Tolerância é respeito, aceitação e valorização da rica diversidade de culturas do nosso mundo, nossas formas de expressão e modos de ser humanos. Alimentado pel abertura, conhecimento, comunicação e liberdade de pensamento, de consciência e de crença. Tolerância é harmonia na diferença. não é apenas um dever moral, é também uma exigência política e jurídica. Tolerância, a virtude que torna a paz possível, contribui para a substituição da cultura de guerra por uma cultura de paz".
A declaração de 1950 UNESCO contribuiu para decisão contrária à segregação norte-americana no caso de 1954 "Brown v. Board of Education of Topeka".